# سرگئی لازارف
سرگئی لازارف (Сергей Лазарев؛ زادهٔ ۱ آوریل ۱۹۸۳) خواننده، رقصنده و بازیگر اهل کشور روسیه است. وی از سال ۱۹۹۳ میلادی تاکنون مشغول فعالیت بوده‌است.
او در مسابقه آواز یوروویژن ۲۰۱۶ نماینده روسیه بود و سوم شد.
او همچنین در مسابقه آواز یوروویژن ۲۰۱۹ نماینده روسیه بود و باز هم سوم شد.